# Шалара (Фођа)
Шалара (итал. Scialara) је насеље у Италији у округу Фођа, региону Апулија.
Према процени из 2011. у насељу је живело 228 становника. Насеље се налази на надморској висини од 1 м.